# Archangelos Michail (Pedoulas)

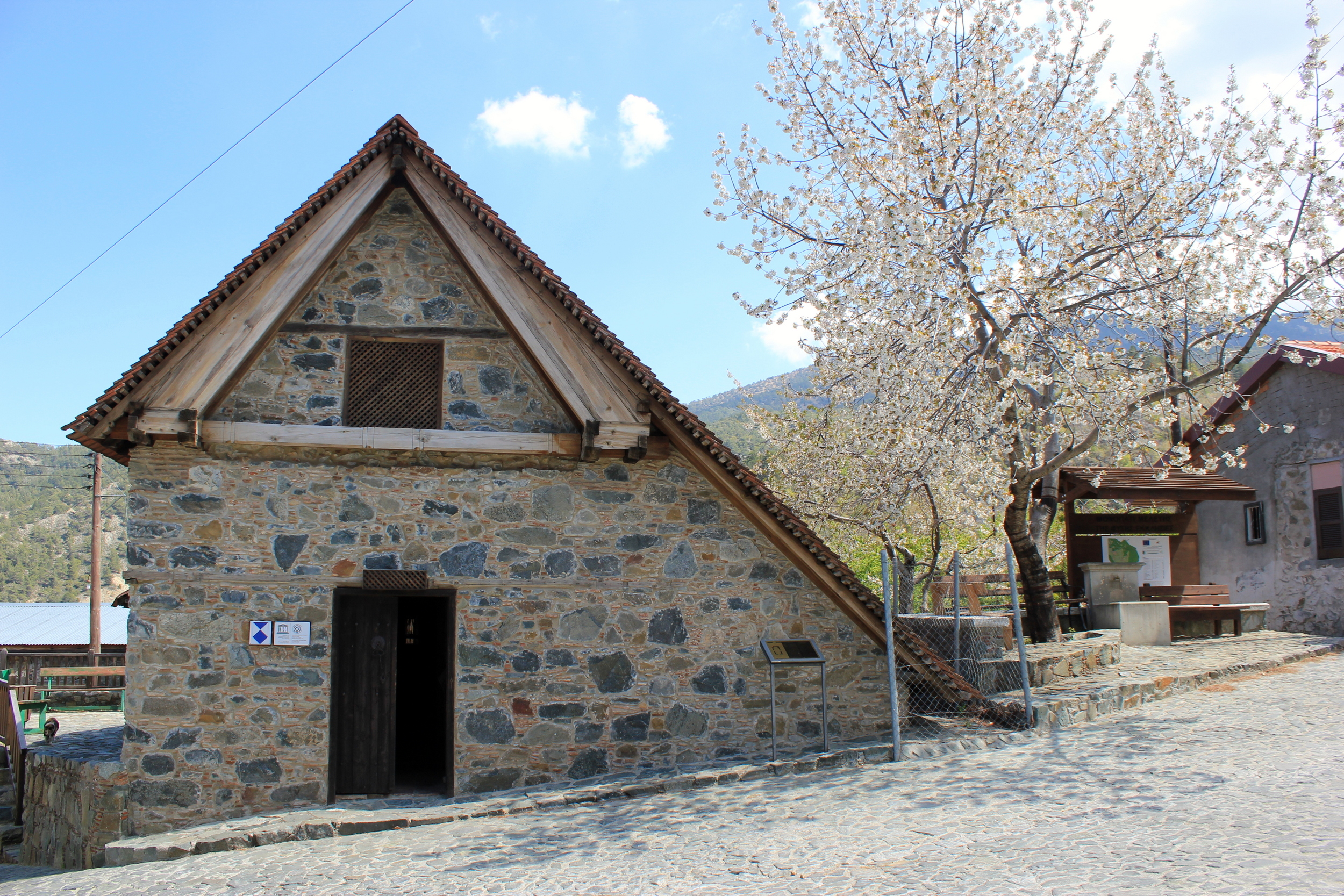
Archangelos Michail in Pedoulas

Archangelos Michail (griechisch Αρχάγγελος Μιχαήλ oder Εκκλησία του Αρχάγγελου Μιχαήλ) ist ein Kirchengebäude der zyprisch-orthodoxen Kirche in Pedoulas auf Zypern. Die Kirche wurde 1985 von der UNESCO als Teil der Weltkulturerbestätte Bemalte Kirchen im Gebiet von Troodos in das UNESCO-Welterbe aufgenommen.

## Beschreibung
Die Kirche ist eine der Scheunendachkirchen im Troodos-Gebirge und liegt im Unterdorf von Pedoulas. Sie ist dem Erzengel Michael geweiht.
Laut einer Inschrift wurde die Kirche 1474 auf Kosten des Priesters Basil Chamados ausgemalt. Im Stifterbild über dem Nordeingang überreicht er kniend in Priesterkleidung dem Erzengel ein Modell der Kirche. Hinter ihm stehen seine Frau und ihre zwei reich gekleideten Töchter. Innerhalb eines Zyklus von Bildern aus dem Neuen Testament zeigt die „Gefangennahme“, wie Jesus, ohne Judas zu beachten, sich Petrus zuwendet, der dem Malchus ein Ohr abgehauen hat. Die Soldaten, einige schnurrbärtig, tragen Panzerhemden, Dolche, Schwerter und Spieße.
An der Westwand halten Kaiser Konstantin und seine Mutter Helena das Kreuz Jesu zwischen sich. Helena trägt juwelenbesetzte Ohrringe. Die heilige Κυριακη, Kyriaki, trägt auf ihrem Gewand Personifikationen der Heiligen Woche.

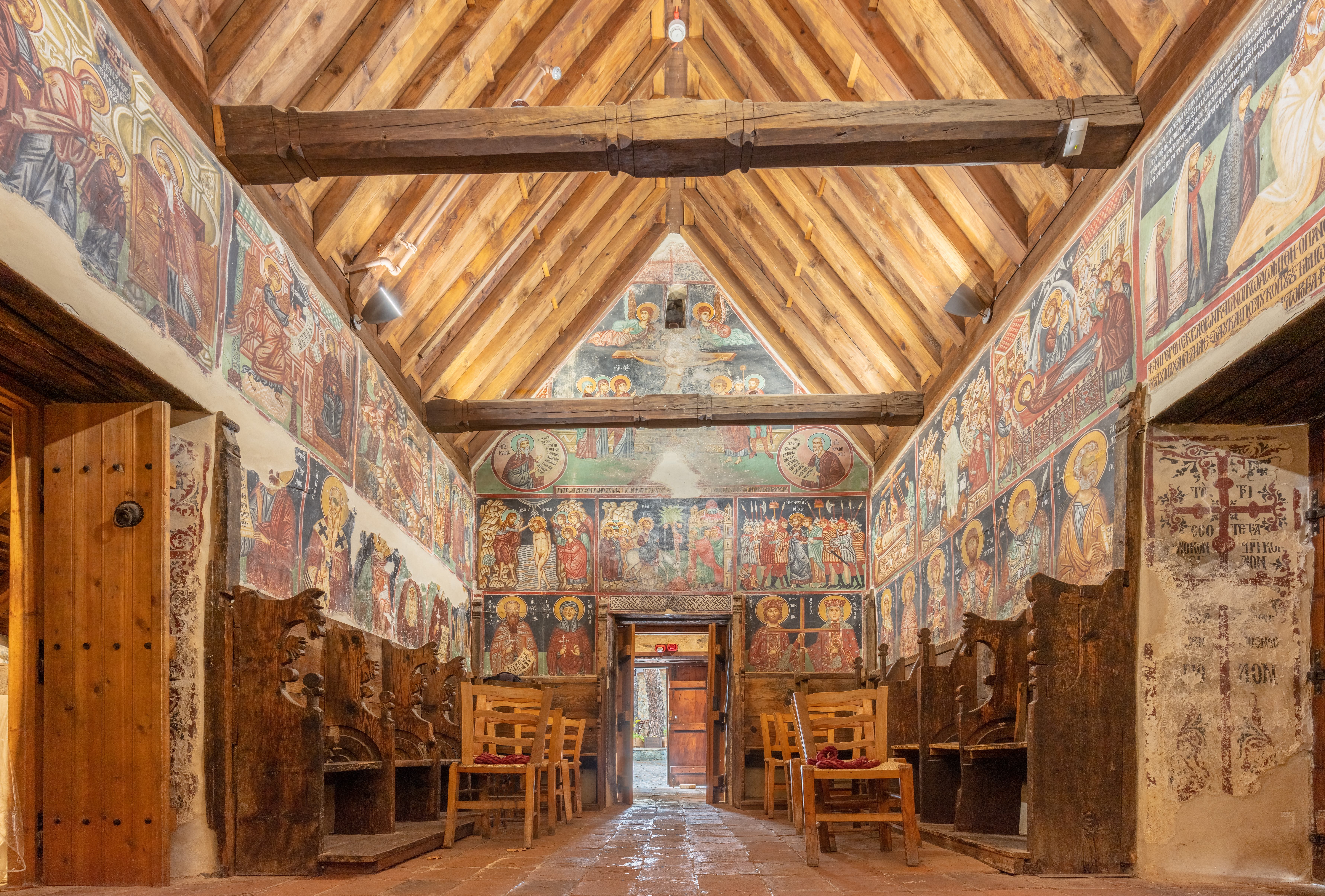
Innenansicht
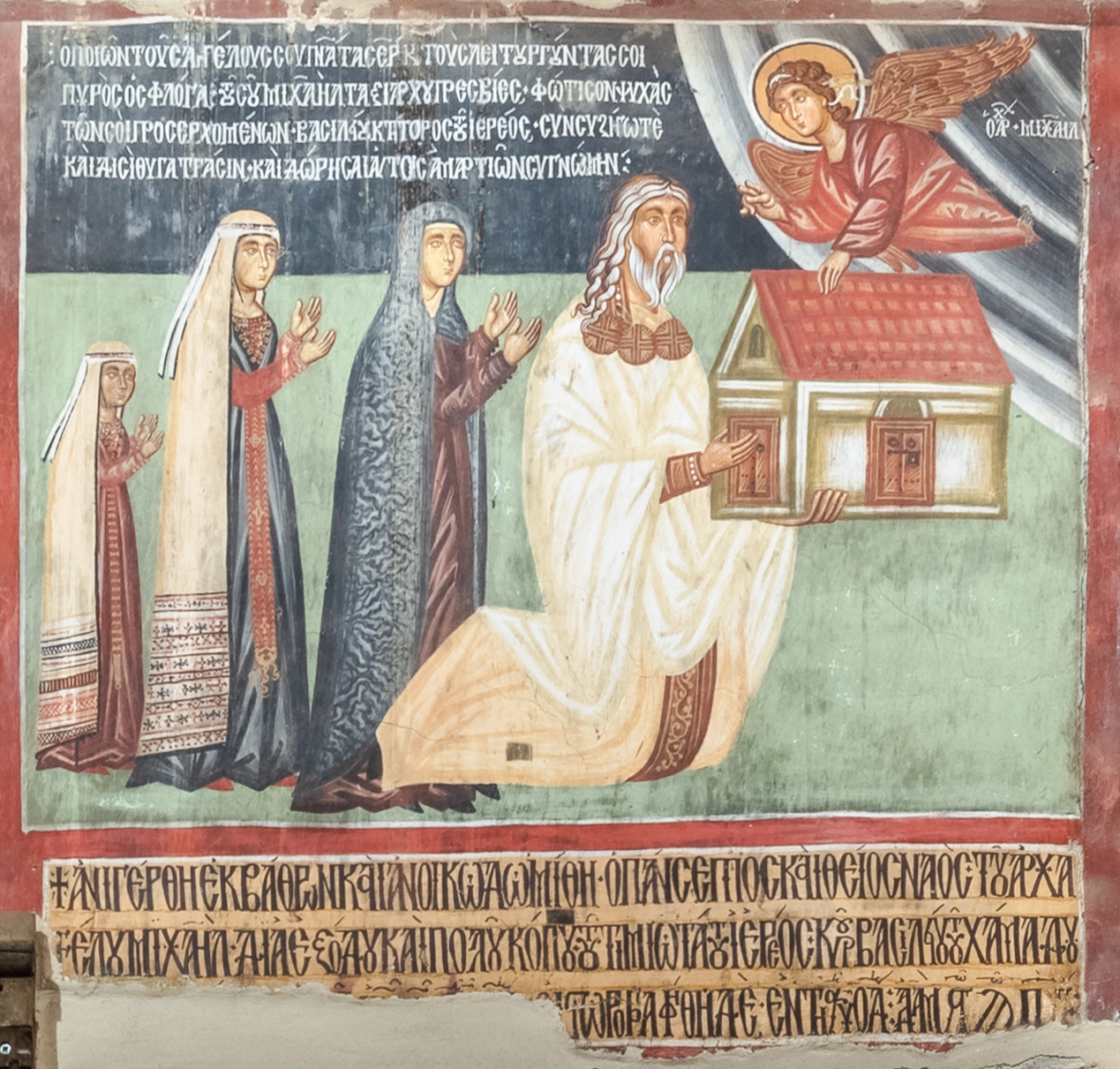
Stifter
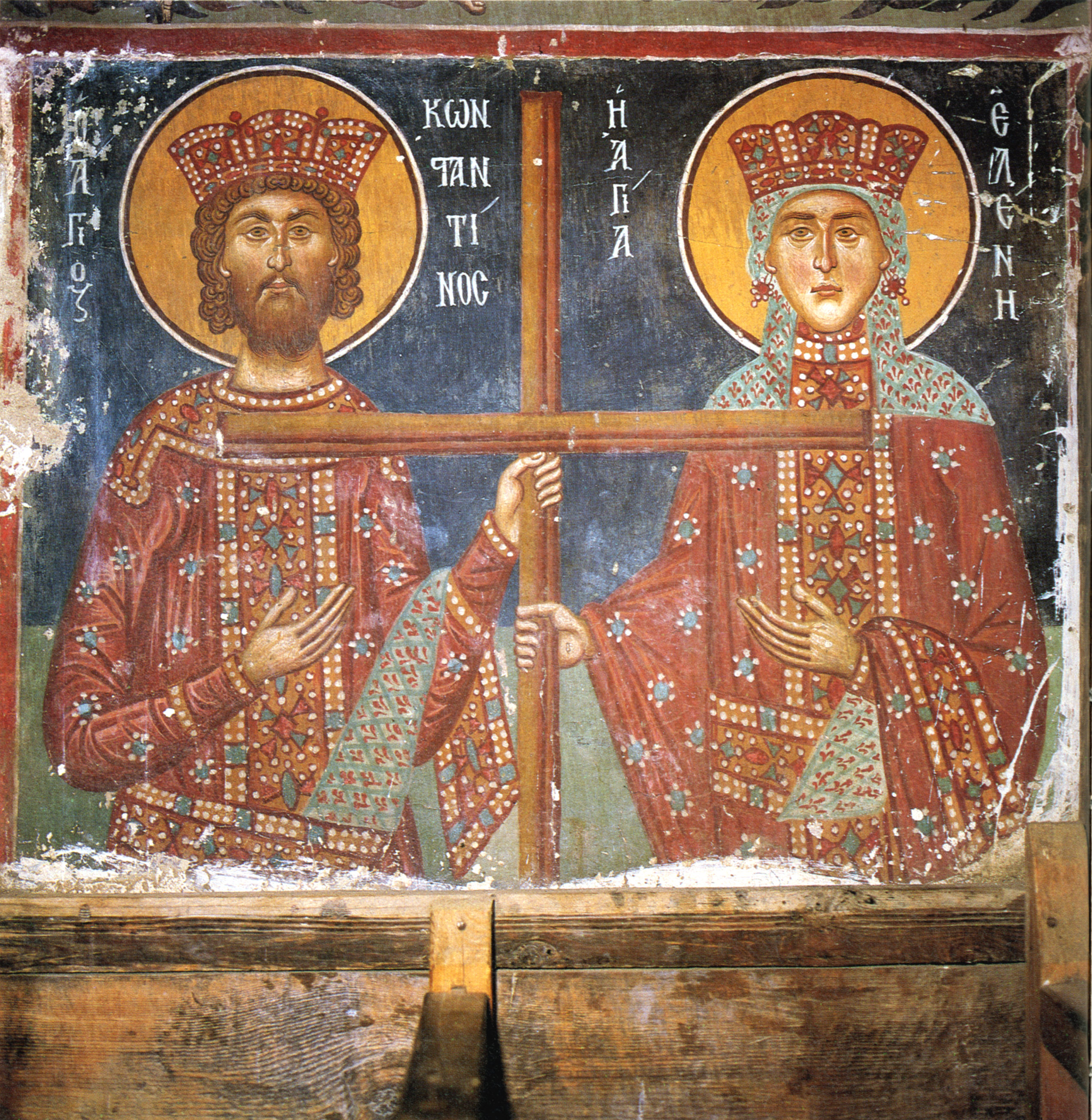
Konstantin und Helena
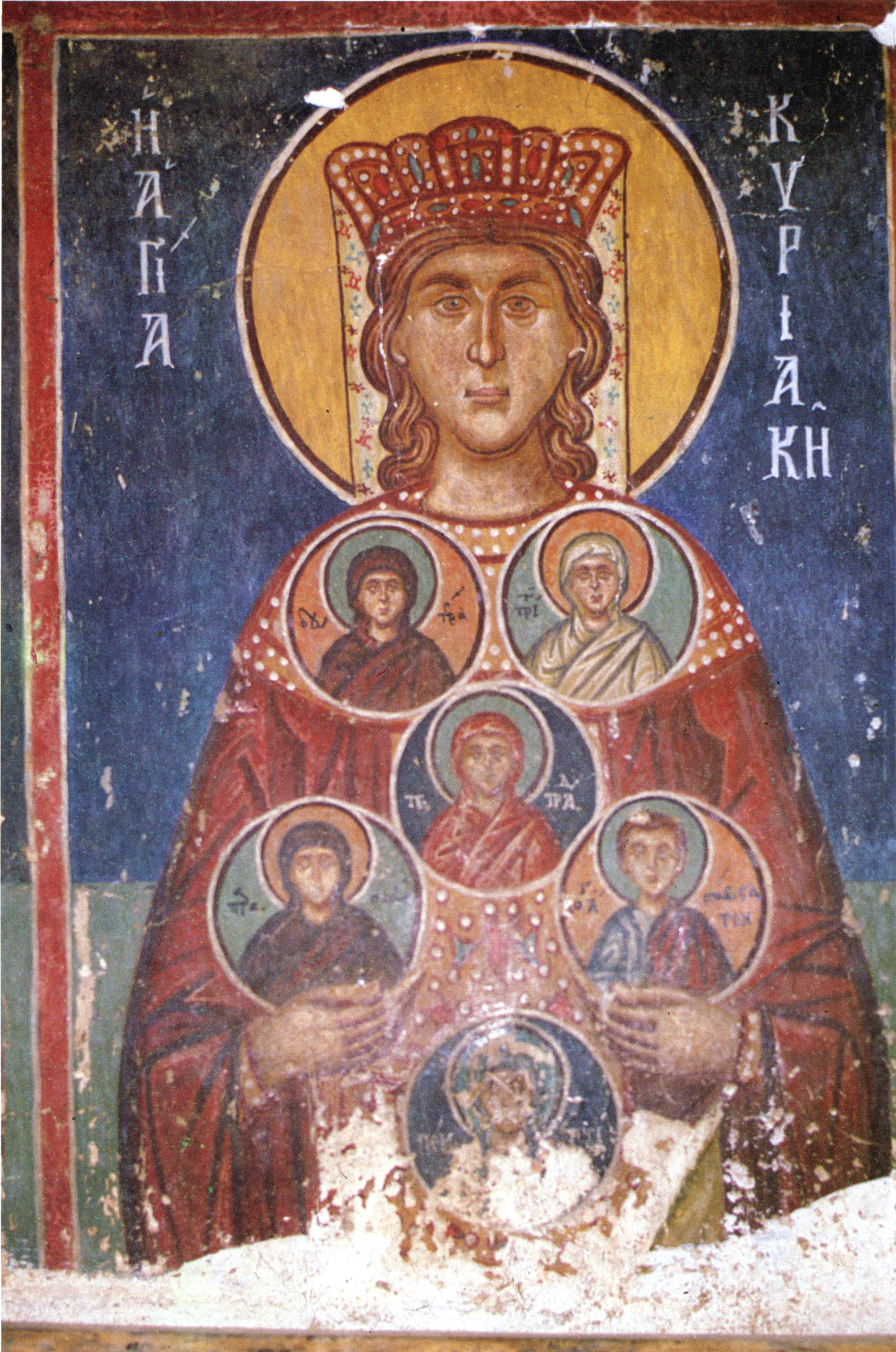
Heilige Kyriaki
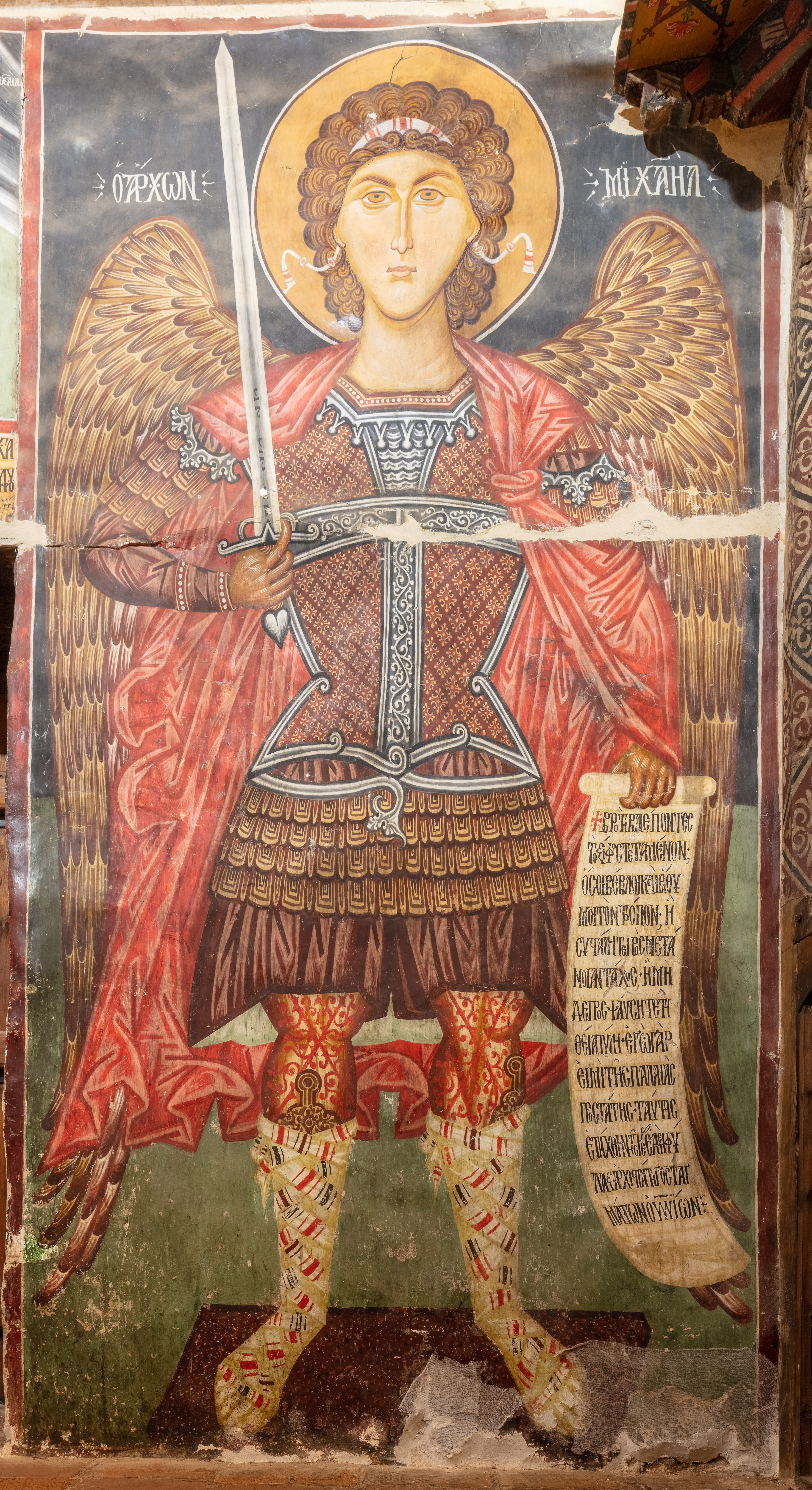
Erzengel Michael